# Качулата паламедея
Качулатата паламедея, или чайя (Chauna torquata) е южноамериканска птица от род Паламедеи.

## Описание
Качулатата паламедея е голяма птица, около 75 cm от човката до опашката, със здрави и дълги розови крака. Птицата има оперение, в което преобладават кафяви, сиви и черни цветове. Има черно оперение около врата, зоната около очите е розово-червена.

## Местообитание
Качулатата паламедея е разпространена в Боливия, Перу, Аржентина, Парагвай, Бразилия и Уругвай. Местообитанията и са пампасите, влажните ливади, езера и блата. Смята се за символ на пампасите.

## Начин на живот
Храни се с водни растения, зелени филизи и треви. Преследвана е от фермерите, които считат птицата за заплаха за фуражните посеви и житни култури.

## Размножаване
Качулатата паламедея строи големи гнезда от растителни материали, в близост до водоеми. Женската снася до 6 яйца. Младите птици напускат гнездото 60-75 дни след излюпването.